# Порту-Реал-ду-Колежиу
Порту-Реал-ду-Колежиу (порт. Porto Real do Colégio) — муниципалитет в Бразилии, входит в штат Алагоас. Составная часть мезорегиона Восток штата Алагоас. Входит в экономико-статистический микрорегион Пенеду. Население составляет 18 764 человека на 2004 год. Занимает площадь 685 км². Плотность населения — 72,36 чел./км².

## География
Климат местности: умеренный.